# 普洛埃梅勒
普洛埃梅勒（法語：Ploërmel，法語：[ploɛʁmɛl] ⓘ），法国西北部城市，布列塔尼大区莫尔比昂省的一个市镇，隶属于蓬蒂维区，其市镇面积为58.44平方公里，2022年1月1日时人口数量为10,021人，在法国城市中排名第1,049位。
普洛埃梅勒位于莫尔比昂省东部，伊韦勒河与尼尼扬河交汇处左岸，是一个区域性的中心城市，多个方向的干线公路在此交汇。

## 地名来源
“Ploërmel”一名为“Plou Armel”的转写，其中“Plou”意为“堂区”，“Armel”为公元六世纪时的一名传教士。
普洛埃梅勒所处区域历史上曾通行加洛语，并与布列塔尼语区有较为密切的来往，“Ploërmel”在布列塔尼语维基百科中对应的名称拼写为“Ploermael”。普洛埃梅勒于2021年2月与布列塔尼语言促进组织签署合作协议，当地学校将开设布列塔尼语课程。

## 历史

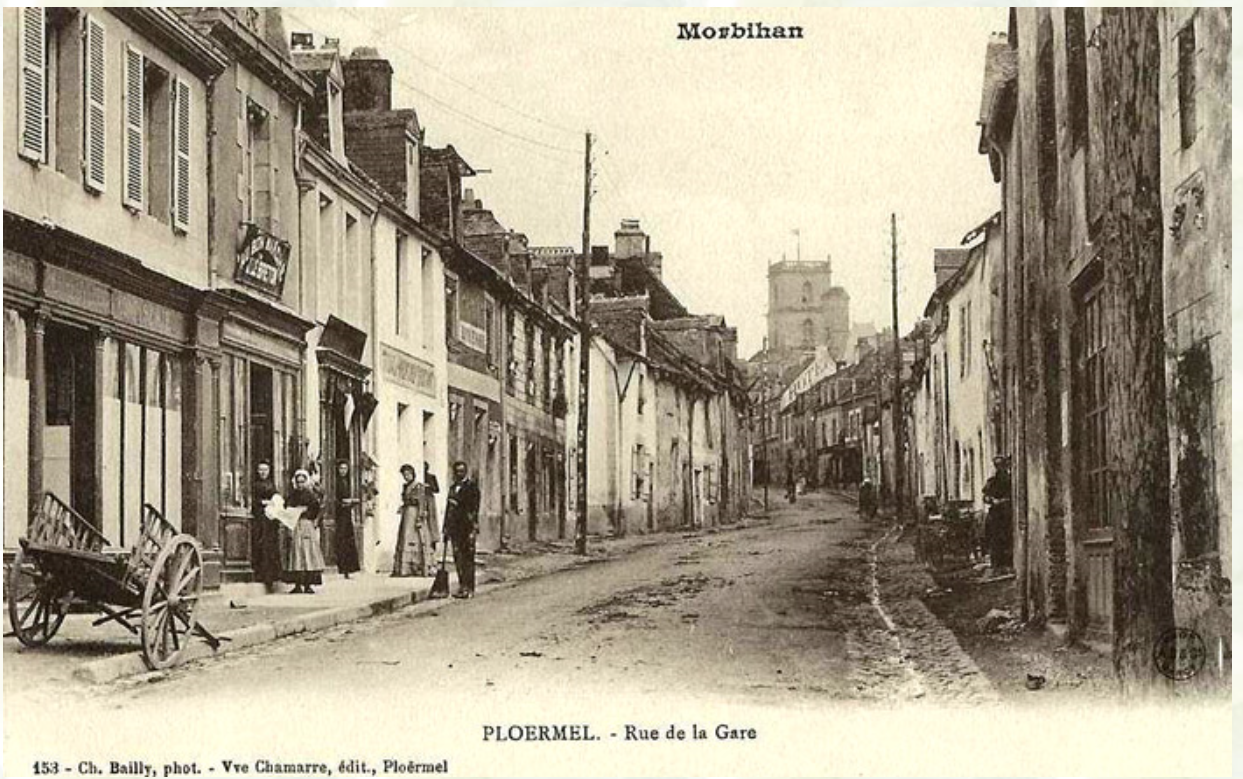
19世纪末的普洛梅埃勒

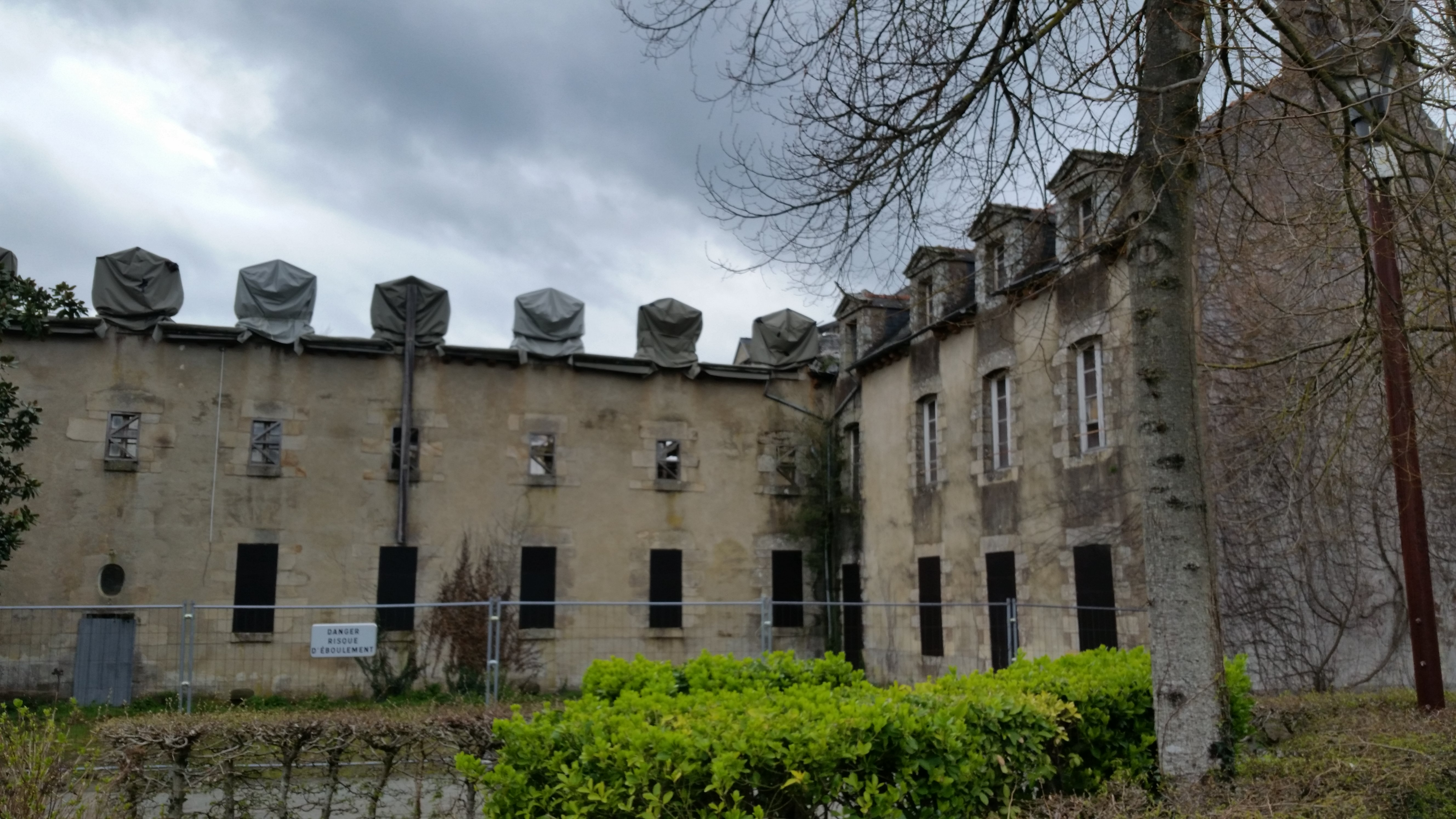
被大火破坏的加尔默罗会讲堂（摄于2019年）

普洛埃梅勒的早期历史尚不清楚。根据当地官方网站的论述，普洛埃梅勒早在新石器时期就已出现人类活动，当地有多处巨石阵遗址。普洛埃梅勒的城市建设史始于中世纪初，彼时传教士Armel在此兴建教堂，此后当地被设立为一处Châtellenie，隶属于波罗埃特公国。中世纪中期，波罗埃特的厄东一世在普洛埃梅勒兴建城墙，但此后遭到亨利二世及其子若弗鲁瓦二世的破坏。1280年，布列塔尼公爵约翰二世在普洛埃梅勒兴建加尔默罗会。布列塔尼继承战争期间，庞蒂埃夫尔家族于1351年3月26日在普洛埃梅勒与让·德·蒙福尔的军队发生激烈交战，最终获得成功。16世纪后，布列塔尼彻底成为法兰西王国的一部分，普洛埃梅勒成为一座皇家都市。约翰·加尔文宗教改革后，普洛埃梅勒聚集了大批加尔文主义教徒，当地一度成为布列塔尼地区重要的宗教中心。1627年，在路易八世的支持下，普洛埃梅勒加尔默罗会堂开始修建。法国大革命后，普洛埃梅勒成为莫尔比昂省的一个市镇，并于1793年被设立为一个地区行署。1795年，约瑟夫·德布兰维利耶·德克罗伊率领舒昂党军队占领普洛埃梅勒。1801年，普洛埃梅勒地区行署被改为副省会。19世纪80年代，途径普洛埃梅勒的凯斯唐贝尔－普洛埃梅勒铁路、沙托布里扬－普洛埃梅勒铁路和普洛埃梅勒－拉布罗伊尼耶尔铁路相继建成通车。第一次世界大战期间，255名普洛埃梅勒居民遇难，当地医院一度改为军事专用医院。1926年，根据庞加莱改革方案，普洛埃梅勒副省会被撤销，原有的普洛埃梅勒区被拆分并入瓦讷区及蓬蒂维区。第二次世界大战期间，纳粹德军占领普洛埃梅勒并在此设立了一处军营，当地民间曾出现多个抵抗运动组织。1944年6月12日，盟军对普洛埃梅勒的纳粹基地进行轰炸，此举致使当地31名居民遇难。二战后，普洛埃梅勒附近的铁路线相继关闭。20世纪中后期，途径普洛埃梅勒的国道N24线和N166线进行了快速化改造，普洛埃梅勒成为布列塔尼半岛东部的一个区域性公路枢纽。2006年3月1日晚，普洛埃梅勒发生特大火灾，当地的加尔默罗会堂及附属的圣心教堂被烧毁，新建筑于2023年6月17日重新向公众开放。
在行政区划方面，2017年1月1日，普洛埃梅勒市镇由瓦讷区划入蓬蒂维区。2019年，蒙泰兰整体并入普洛埃梅勒。

## 地理

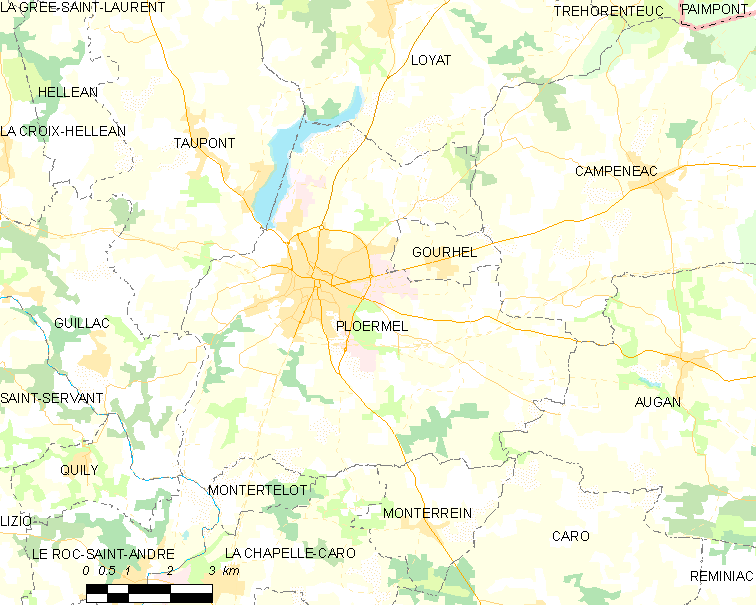
普洛埃梅勒市镇范围地图

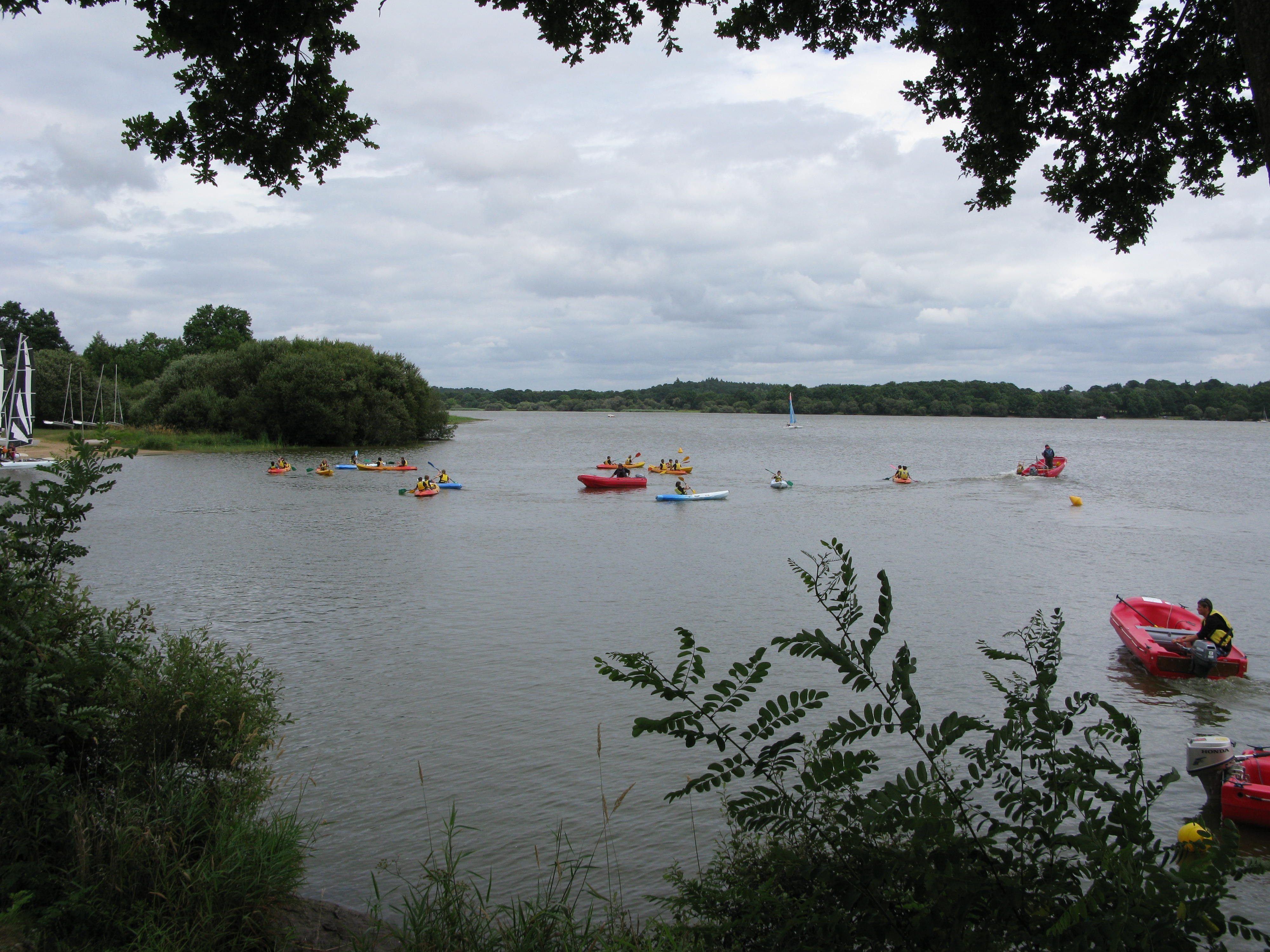
迪克湖

普洛埃梅勒位于法国西北部，布列塔尼大区中东部和莫尔比昂省东部，距离省会瓦讷大约48公里。与普洛埃梅勒接壤的市镇包括：欧冈、卡罗、康佩内阿克、洛亚、古雷勒、吉亚克、瓦勒杜斯特、勒罗克圣安德烈、蒙泰尔特洛、拉沙佩勒卡罗和托蓬。

### 地形
普洛埃梅勒位于阿摩里卡丘陵腹地，境内以缓丘为主，市镇中心整体地势较为平坦，部分街区起伏明显，全境海拔在25到123米之间。

### 水文
伊韦勒河自北向南流经普洛埃梅勒市镇西界，并在此注入尼尼扬河，该河在普洛埃梅勒市区西北部有一处人工水坝，由此形成“（迪克湖”，部分水域被开辟为水上公园。此外该河的左岸支流马尔维勒溪（ruisseau de Malville）自东向西流经普洛埃梅勒市区南部。

### 植被
普洛埃梅勒属于温带阔叶混交林区，林地多分布于河流附近，市区东南部和西北部各有一处树林。
在鲜花城市的评比中，普洛埃梅勒被评为3星级鲜花城市。

### 气候
普洛埃梅勒在柯本气候分类法中属于温带海洋性气候（Cfb）。
距离普洛埃梅勒最近的常年气象站位于盖尔境内，以下为该气象站的数据（其中日照数据取自雷恩气象站）：
| 盖尔 1981年－2019年 | 盖尔 1981年－2019年 | 盖尔 1981年－2019年 | 盖尔 1981年－2019年 | 盖尔 1981年－2019年 | 盖尔 1981年－2019年 | 盖尔 1981年－2019年 | 盖尔 1981年－2019年 | 盖尔 1981年－2019年 | 盖尔 1981年－2019年 | 盖尔 1981年－2019年 | 盖尔 1981年－2019年 | 盖尔 1981年－2019年 | 盖尔 1981年－2019年 |
| 月份                | 1月                 | 2月                 | 3月                 | 4月                 | 5月                 | 6月                 | 7月                 | 8月                 | 9月                 | 10月                | 11月                | 12月                | 全年                |
| ------------------- | ------------------- | ------------------- | ------------------- | ------------------- | ------------------- | ------------------- | ------------------- | ------------------- | ------------------- | ------------------- | ------------------- | ------------------- | ------------------- |
| 历史最高温 °C（°F） | 19.5 (67.1)         | 19 (66)             | 25 (77)             | 29 (84)             | 32 (90)             | 37 (99)             | 38.5 (101.3)        | 41 (106)            | 33.5 (92.3)         | 30.5 (86.9)         | 22.1 (71.8)         | 18 (64)             | 41 (106)            |
| 平均高温 °C（°F）   | 9.2 (48.6)          | 10.6 (51.1)         | 13.4 (56.1)         | 16.2 (61.2)         | 20 (68)             | 23.5 (74.3)         | 25.1 (77.2)         | 25.3 (77.5)         | 22.3 (72.1)         | 17.5 (63.5)         | 12.6 (54.7)         | 9.2 (48.6)          | 17.1 (62.8)         |
| 日均气温 °C（°F）   | 6.1 (43.0)          | 6.7 (44.1)          | 8.7 (47.7)          | 10.8 (51.4)         | 14.4 (57.9)         | 17.5 (63.5)         | 19 (66)             | 19.1 (66.4)         | 16.3 (61.3)         | 12.8 (55.0)         | 8.8 (47.8)          | 5.9 (42.6)          | 12.2 (54.0)         |
| 平均低温 °C（°F）   | 2.9 (37.2)          | 2.8 (37.0)          | 3.9 (39.0)          | 5.4 (41.7)          | 8.8 (47.8)          | 11.4 (52.5)         | 13 (55)             | 13 (55)             | 10.2 (50.4)         | 8.2 (46.8)          | 5 (41)              | 2.7 (36.9)          | 7.3 (45.1)          |
| 历史最低温 °C（°F） | −12 (10)            | −9 (16)             | −9 (16)             | −4 (25)             | −1 (30)             | 4 (39)              | 6 (43)              | 5.8 (42.4)          | 2 (36)              | −5 (23)             | −7.5 (18.5)         | −8.5 (16.7)         | −12 (10)            |
| 平均降水量 mm（）   | 94.8 (3.73)         | 67.8 (2.67)         | 65.6 (2.58)         | 61.9 (2.44)         | 74.4 (2.93)         | 46.3 (1.82)         | 51.5 (2.03)         | 34.5 (1.36)         | 63 (2.5)            | 94.4 (3.72)         | 89.9 (3.54)         | 99.4 (3.91)         | 843.5 (33.21)       |
| 月均日照時數        | 69.1                | 87.2                | 128.4               | 162.7               | 191.2               | 217.3               | 210.7               | 205.5               | 177.8               | 117.5               | 81.3                | 68.6                | 1,717.3             |
| 来源：infoclimat.fr |                     |                     |                     |                     |                     |                     |                     |                     |                     |                     |                     |                     |                     |

## 行政区划
普洛埃梅勒的市镇编号为56165，邮政编号为56800。
在行政管理方面，普洛埃梅勒隶属于法国布列塔尼大区莫尔比昂省蓬蒂维区；在地方选举方面，普洛埃梅勒是普洛埃梅勒县的中央投票站所在地，其市镇范围全境被划入莫尔比昂省第四选区；在社会管理方面，普洛埃梅勒是普洛埃梅勒市镇公共社区的办公驻地。
截至2024年2月，普洛埃梅勒市镇范围内暂无任何城市敏感街区及城市政策优先街区。
法国国家统计与经济研究所（简称）在进行数据统计时，将普洛埃梅勒及相邻的另外一个市镇设为普洛埃梅勒城市核心区，并将包括核心区在内的周边共4个市镇划为普洛埃梅勒城市区。自2020年起，普洛埃梅勒城市区被包含19个市镇的普洛埃梅勒城市辐射区代替。此外，还将普洛埃梅勒市镇分为了3个“块区”（IRIS），以便于统计人口分布情况。

## 交通

### 公路
法国国道N24线和N166线在普洛埃梅勒境内交汇，此外还有莫尔比昂省省道D8线、D8e线、D107线、D118线、D122线、D141线、D724线、D766线和D772线经过普洛埃梅勒境内。布列塔尼大区公共交通下属的“雷恩—蓬蒂维”城际巴士以及莫尔比昂城际客运巴士4号线经过普洛埃梅勒，可直通雷恩、蓬蒂维及瓦讷。
| （南行） |

| 瓦讷 | 39 |

| 凯斯唐贝尔 | 33 |

| （西行） |

| 洛里昂 | 85 |

| 若斯兰 | 14 |

| （东行） |

| 雷恩 | 67 |

| 勒东 | 45 |

| （北行） |

| 迪南 | 72 |

| 大圣梅昂 | 36 |

2020年，73.3%的普洛埃梅勒家庭拥有至少一辆私人汽车。2021年，普洛埃梅勒境内共发生各类交通事故7起，造成2人遇难，9人受伤，其中4人重伤。

### 铁路

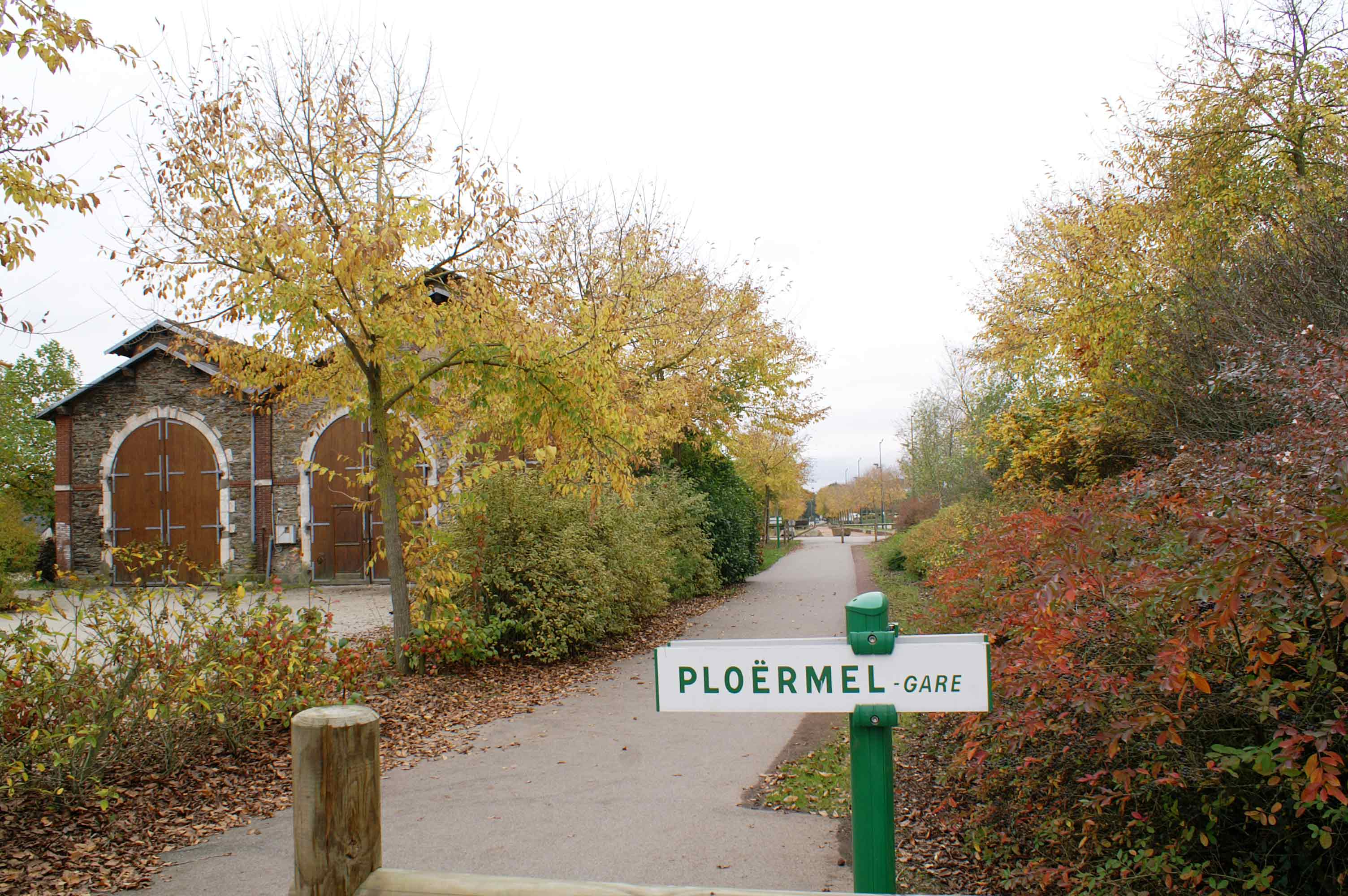
由废弃铁路线改造而来的绿道

普洛埃梅勒位于凯斯唐贝尔－普洛埃梅勒铁路、沙托布里扬－普洛埃梅勒铁路和普洛埃梅勒－拉布罗伊尼耶尔铁路三条铁路上，这三条铁路均已废弃，部分路段被开辟为步行绿道。
距离普洛埃梅勒最近的运营中的客运铁路车站为30公里外的凯斯唐贝尔站，该站停靠往返于雷恩和洛里昂一线的区域列车，部分班次可直通南特及坎佩尔。

### 航空
普洛埃梅勒距离雷恩布列塔尼机场的公路里程大约64公里。

### 城市公共交通
截至2024年2月，普洛埃梅勒暂无城市公共交通系统。

## 政治

### 市政内阁

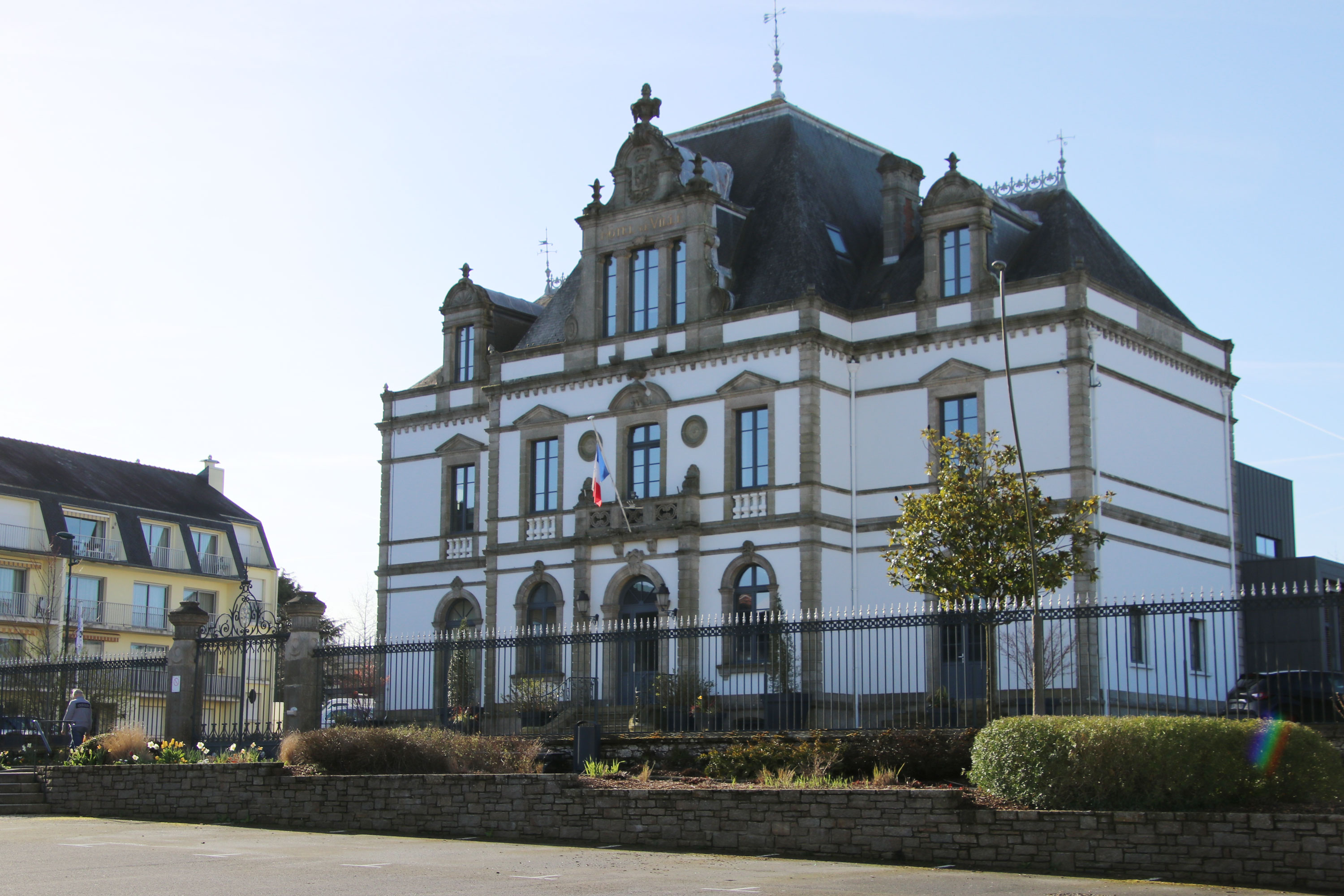
普洛埃梅勒市政厅

普洛埃梅勒的现任市长为帕特里克·勒迪丰先生（Patrick LE DIFFON），他是一名右翼无党派人士，在2020年的市政选举中获得了54.68%的支持率。
| 普洛埃梅勒历届市长 | 普洛埃梅勒历届市长                  | 普洛埃梅勒历届市长                           |
| 任期               | 市长                                | 党派                                         |
| ------------------ | ----------------------------------- | -------------------------------------------- |
| 1944年－1952年     | Louis GUILLOIS 路易·居卢瓦          | 無黨籍                                       |
| 1952年－1961年     | Jean TOUTAIN 让·图坦                | 不详                                         |
| 1961年－1965年     | Madeleine PELLETIER 马德莱娜·佩勒捷 | 不详                                         |
| 1965年－1977年     | Jules BOUCHAUD 朱尔·布绍            | RI独立激进党 →DVD右翼无党派人士              |
| 1977年－2008年     | Paul ANSELIN 保罗·昂斯兰            | UDF法国民主联盟 →UMP人民运动联盟             |
| 2008年－2014年     | Béatrice LE MARRE 贝阿特丽丝·勒马尔 | PS社会党                                     |
| 2014年－           | Patrick LE DIFFON 帕特里克·勒迪丰   | UMP人民运动联盟 →LR共和黨 →DVD右翼无党派人士 |

### 各级选举
| 普洛埃梅勒历届投票选举结果 | 普洛埃梅勒历届投票选举结果 | 普洛埃梅勒历届投票选举结果 | 普洛埃梅勒历届投票选举结果 | 普洛埃梅勒历届投票选举结果             | 普洛埃梅勒历届投票选举结果 | 普洛埃梅勒历届投票选举结果 | 普洛埃梅勒历届投票选举结果             | 普洛埃梅勒历届投票选举结果 | 普洛埃梅勒历届投票选举结果 |
| 选举项目                   | 选举范围                   | 选区单位                   | 选区单位内的选举结果       | 选区单位内的选举结果                   | 选区单位内的选举结果       | 选区单位内的选举结果       | 选区单位内的选举结果                   | 选区单位内的选举结果       | 参考资料                   |
| 选举项目                   | 选举范围                   | 选区单位                   | 第一轮胜出者               | 第一轮胜出者                           | 支持率                     | 第二轮胜出者               | 第二轮胜出者                           | 支持率                     | 参考资料                   |
| -------------------------- | -------------------------- | -------------------------- | -------------------------- | -------------------------------------- | -------------------------- | -------------------------- | -------------------------------------- | -------------------------- | -------------------------- |
| 2017年法國總統選舉         | 法國                       | 普洛埃梅勒                 |                            | 埃马纽埃尔·马克龙                      | 28.44%                     |                            | 埃马纽埃尔·马克龙                      | 71.13%                     | [ 28 ]                     |
| 2017年法國總統選舉         | 法國                       | 蒙泰兰                     |                            | 玛丽娜·勒庞                            | 25.51%                     |                            | 埃马纽埃尔·马克龙                      | 58.54%                     | [ 28 ]                     |
| 2017年法国立法选举         | 莫尔比昂省第四选区         | 普洛埃梅勒                 |                            | 保罗·莫拉克                            | 61.77%                     | （不适用）                 | （不适用）                             | （不适用）                 | [ 28 ]                     |
| 2017年法国立法选举         | 莫尔比昂省第四选区         | 蒙泰兰                     |                            | 保罗·莫拉克                            | 60.38%                     | （不适用）                 | （不适用）                             | （不适用）                 | [ 28 ]                     |
| 2019年欧洲议会选举         | 法國                       | 市镇                       |                            | 纳塔莉·卢瓦索                          | 28.7%                      | （不适用）                 | （不适用）                             | （不适用）                 | [ 30 ]                     |
| 2021年法国省级选举         | 莫尔比昂省                 | 县                         |                            | 马尔蒂娜·居亚斯-盖里内尔 米歇尔·皮沙尔 | 41.15%                     |                            | 马尔蒂娜·居亚斯-盖里内尔 米歇尔·皮沙尔 | 52.18%                     | [ 31 ]                     |
| 2021年法国省级选举         | 莫尔比昂省                 | 市镇                       |                            | 马尔蒂娜·居亚斯-盖里内尔 米歇尔·皮沙尔 | 40.77%                     |                            | 马尔蒂娜·居亚斯-盖里内尔 米歇尔·皮沙尔 | 52.74%                     | [ 31 ]                     |
| 2021年法国大区选举         | 布列塔尼大區               | 市镇                       |                            | 伊莎贝尔·勒卡莱内克                    | 23.25%                     |                            | 伊莎贝尔·勒卡莱内克                    | 32.74%                     | [ 32 ]                     |
| 2022年法国总统选举         | 法國                       | 市镇                       |                            | 埃马纽埃尔·马克龙                      | 37.02%                     |                            | 埃马纽埃尔·马克龙                      | 62.8%                      | [ 28 ]                     |
| 2022年法国立法选举         | 莫尔比昂省第四选区         | 市镇                       |                            | 保罗·莫拉克                            | 49.53%                     |                            | 保罗·莫拉克                            | 74.75%                     | [ 28 ]                     |

## 人口
2020年，普洛埃梅勒市镇人口数量为9,785，在法国排名第1,049位。其中男性4,690人，女性5,095人，75岁及以上人口占10.3%，外籍人口数量为241人，人口密度为193人/平方公里，当地居民被称为（男性）或（女性）。2022年，普洛埃梅勒境内出生88人，死亡人口132人。
| 普洛埃梅勒1901年－2021年人口变化情况 |
|                                      |
| 数据来源：Cassini、INSEE             |

## 经济
普洛埃梅勒是一个区域性的中心城市。截至2024年2月，普洛埃梅勒市镇范围内共有各类用人单位（包含自雇）1,813家，平均历史为15年，其中97.57%为中小型企业（PME），2023年12月至2024年2月间，当地的经济活力指数为0.28%。（卫生纸）、（奶制品）及（制药）是当地2021年营业额最高的三个企业，分别为120,084,358欧元、71,413,827欧元和53,348,169欧元。

## 财政与居民收入
2021年，普洛埃梅勒的财政收入总额为11,324,400欧元，财政支出总额为9,275,790欧元，当年的债务总额为16,410,800欧元。 2021年，普洛埃梅勒市镇通过增值税获得1,151,780欧元的收入，此外当地还共获得了1,194,110欧元的国家直接财政补助。
| 普洛埃梅勒居民收入情况                           | 普洛埃梅勒居民收入情况 | 普洛埃梅勒居民收入情况 | 普洛埃梅勒居民收入情况 |
| 内容                                             | 普洛埃梅勒             | 法国                   | 统计年份               |
| ------------------------------------------------ | ---------------------- | ---------------------- | ---------------------- |
| 征税家庭总数                                     | 4,513                  | 1,081（法国市镇平均）  | 2022年                 |
| 居民平均月收入                                   | 2,188欧元              | 2,435欧元              | 2022年                 |
| 高级职员人均月收入                               | 3,911欧元              | 4,331欧元              | 2021年                 |
| 中级职员人均月收入                               | 2,430欧元              | 2,470欧元              | 2021年                 |
| 普通职员人均月收入                               | 1,744欧元              | 1,801欧元              | 2021年                 |
| 贫困率                                           | 10%                    | 14.5%                  | 2020年                 |
| 青壮年（15至64岁）失业率                         | 11.0%                  | 7.4%                   | 2020年                 |
| 征税家庭数量占比                                 | 45.5%                  | 45.5%                  | 2020年                 |
| 家庭年均纳税                                     | 2,907欧元              | 4,393欧元              | 2022年                 |
| 资料来源：INSEE、L'Internaute、Le Journal du Net |                        |                        |                        |

## 社会事务

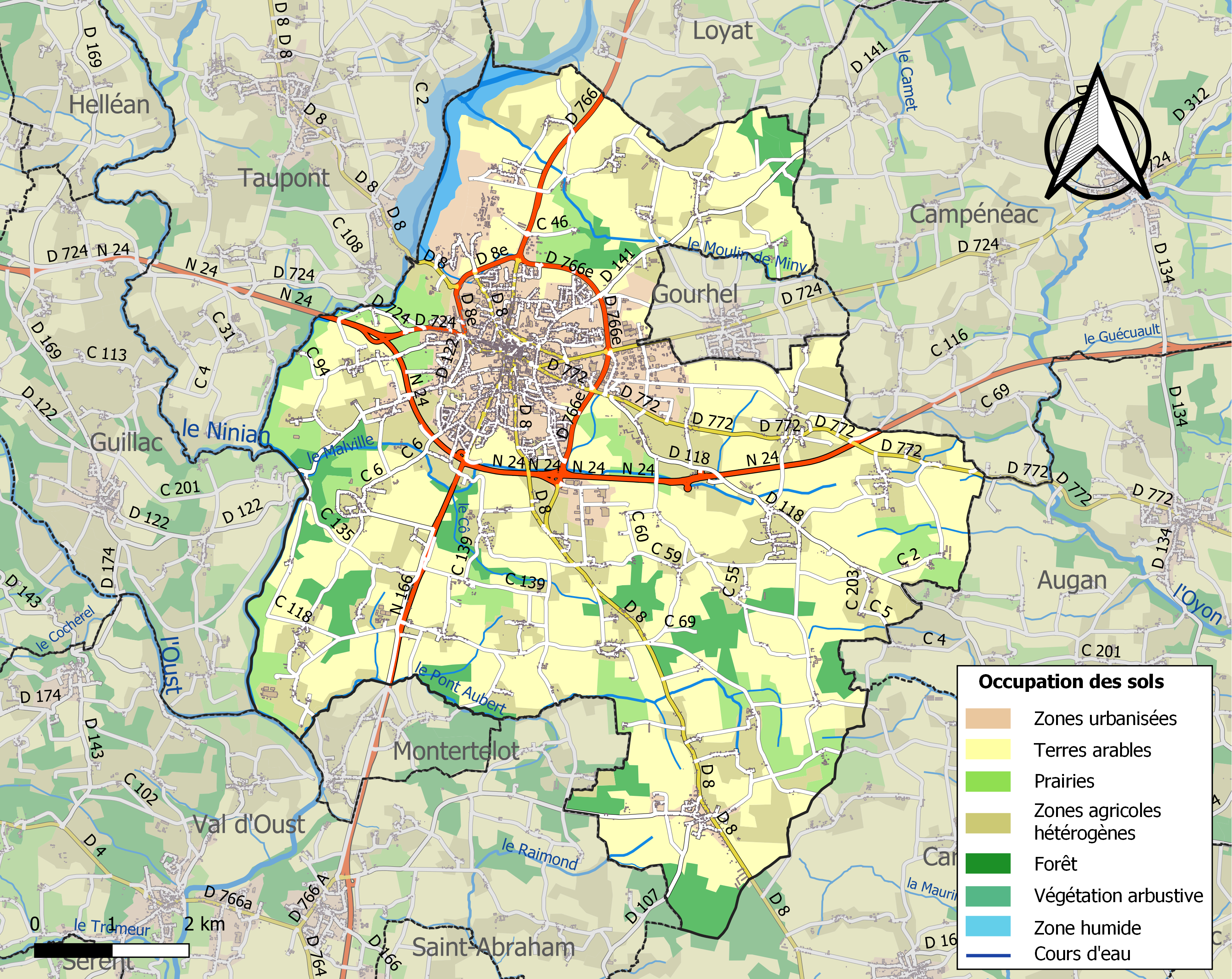
普洛埃梅勒土地利用情况地图

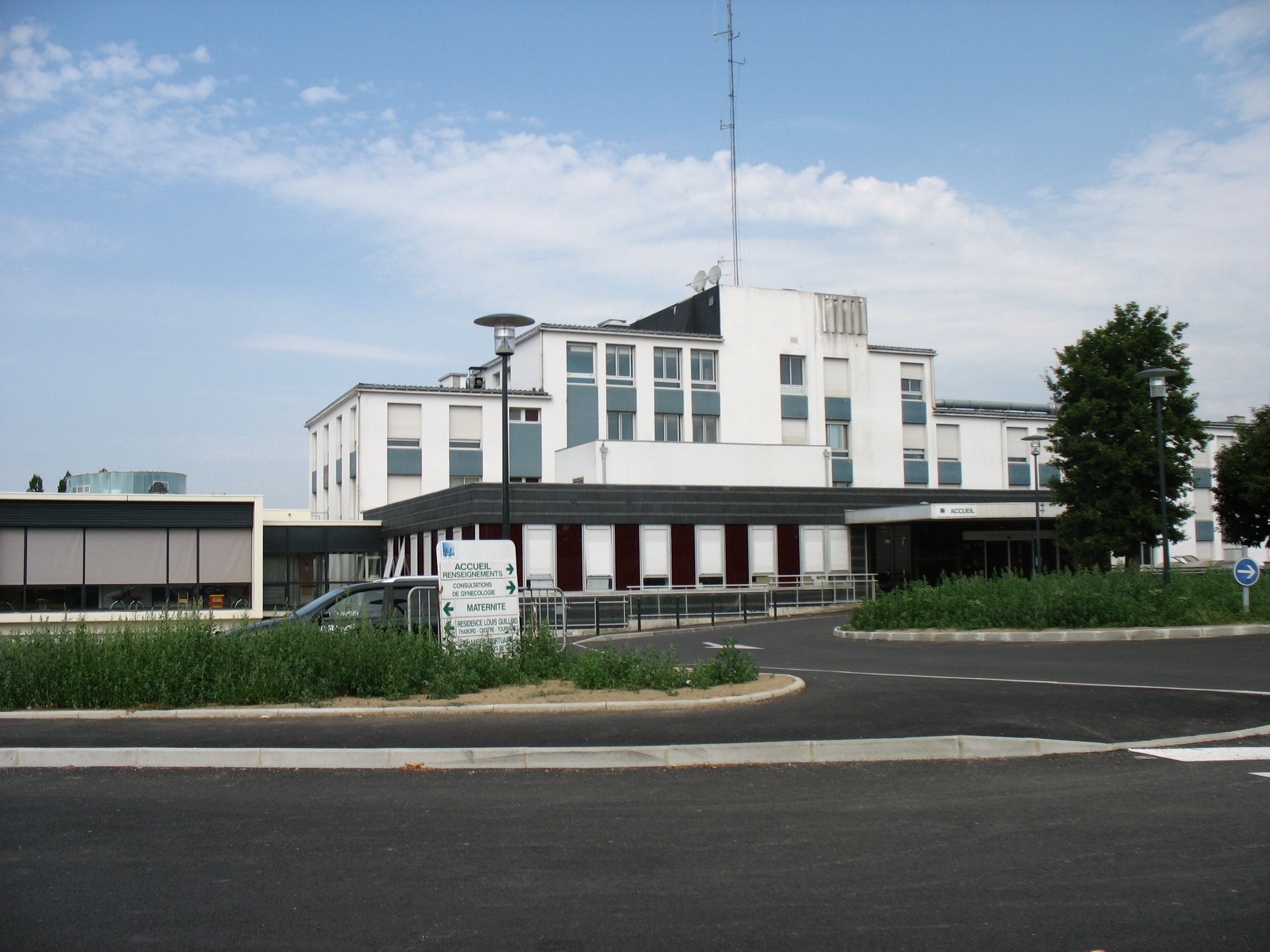
普洛埃梅勒中心医院

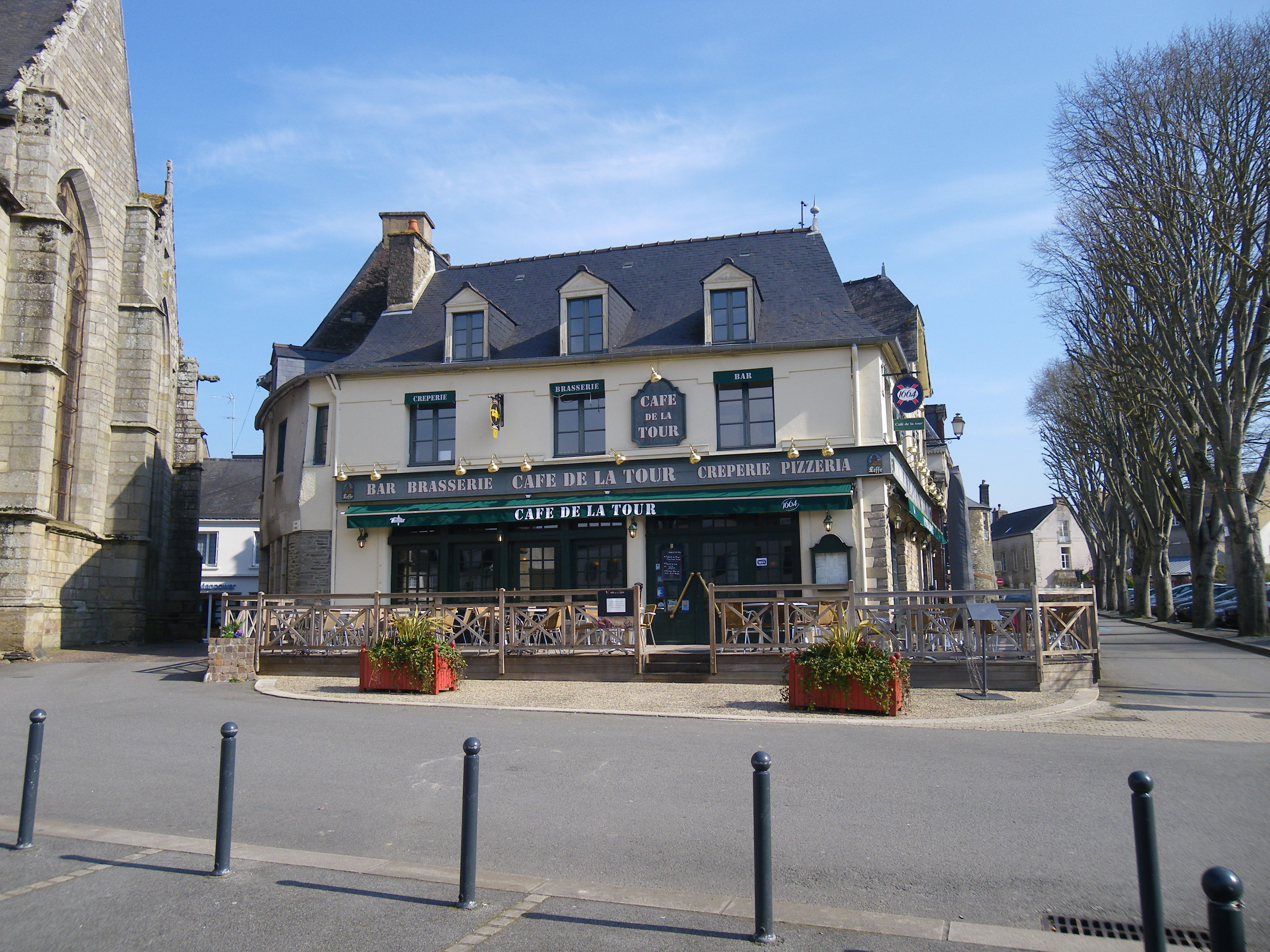
镇中心的一处咖啡厅

### 教育
普洛埃梅勒属于雷恩学区。截至2021年1月1日，普洛埃梅勒境内共有1所幼儿园、4所小学、2所初级中学、1所普通高中和1所农业高中。2021至2022学年度，普洛埃梅勒境内共有在校中等教育阶段学生3,015名。

### 医疗
截至2021年1月1日，普洛埃梅勒境内共有全科医生14名、保健师10名、牙医7名、护士9名、耳科医生2名、眼科医生2名、皮肤科医生1名、助产士1名和妇科医生1名。境内共有药房3家、养老院4家、残疾人帮扶中心1家。
普洛埃梅勒中心医院（Centre Hospitalier de Ploërmel）是法国的一个区域性医疗机构，其主病区阿尔方斯·介兰医院（Hôpital Alphonse Guérin）位于普洛埃梅勒市中心北侧，该院设有床位345个。

### 住房
2020年，普洛埃梅勒境内共有各类住房5,328套，其中73.6%为独立式住宅，25.6%为集中式住宅。常住房屋占普洛埃梅勒市镇范围内居民建筑总量的85.3%。
在住房保障政策方面，2022年，普洛埃梅勒境内共有728户家庭获得了住房经济补助，受益人数占总人口数量的8.3%，其中703份为房租补助。

### 商业
2021年，普洛埃梅勒境内共有各类实体商铺298家，其中餐厅31家、大型超市6家、杂货店6家、面包房10家、肉铺1家、书店4家、装饰品店3家、银行门店7家、美容美发店23家、汽车维修店26家。普洛埃梅勒镇中心建有一家Cocci Market便民超市，市区东部建有商业街区，有Super U、Aldi、Netto、Biocoop等大型商场，此外市区西北部还有一家E.Leclerc和Intersport商场。

### 体育
2021年，普洛埃梅勒境内共有1家游泳池、3间体育馆、1座综合体育场、4处网球场、1处马术场、5处足球或橄榄球场、3处篮球或排球场以及1处高尔夫球场。
截至2024年2月，普洛埃梅勒境内共有三家注册足球俱乐部。普洛埃梅勒足球俱乐部（Ploërmel Football Club，编号548866）是当地的代表性足球队，其主队2023至2024赛季参加布列塔尼大区足球联赛甲组（法国第六级别），其主场为奥克塔夫·居尤球场（Stade Octave Guilloux）。

### 环境
普洛埃梅勒的环境事务由其所属的普洛埃梅勒市镇公共社区联合各级政府协调负责。2021年，普洛埃梅勒境内共有1家污染企业。

### 治安
2021年，普洛埃梅勒市镇范围内有1处宪兵队。
普洛埃梅勒国家宪兵队（zone gendarmerie de Ploërmel）的管辖范围共包括70个市镇。2020年，该宪兵队累计记录各类案件2,778起，其中盗窃类案件1,381起，经济类案件376起，毒品交易类案件107起。

## 文化
2021年，普洛埃梅勒境内共有1家电影院。普洛埃梅勒境内建有多媒体中心（Médiathèque），每周二、三、五、六向公众开放。

### 建筑
普洛埃梅勒境内有多处历史建筑，其中布列塔尼公爵宫、阿尔梅尔教堂等为法国国家文物保护单位。

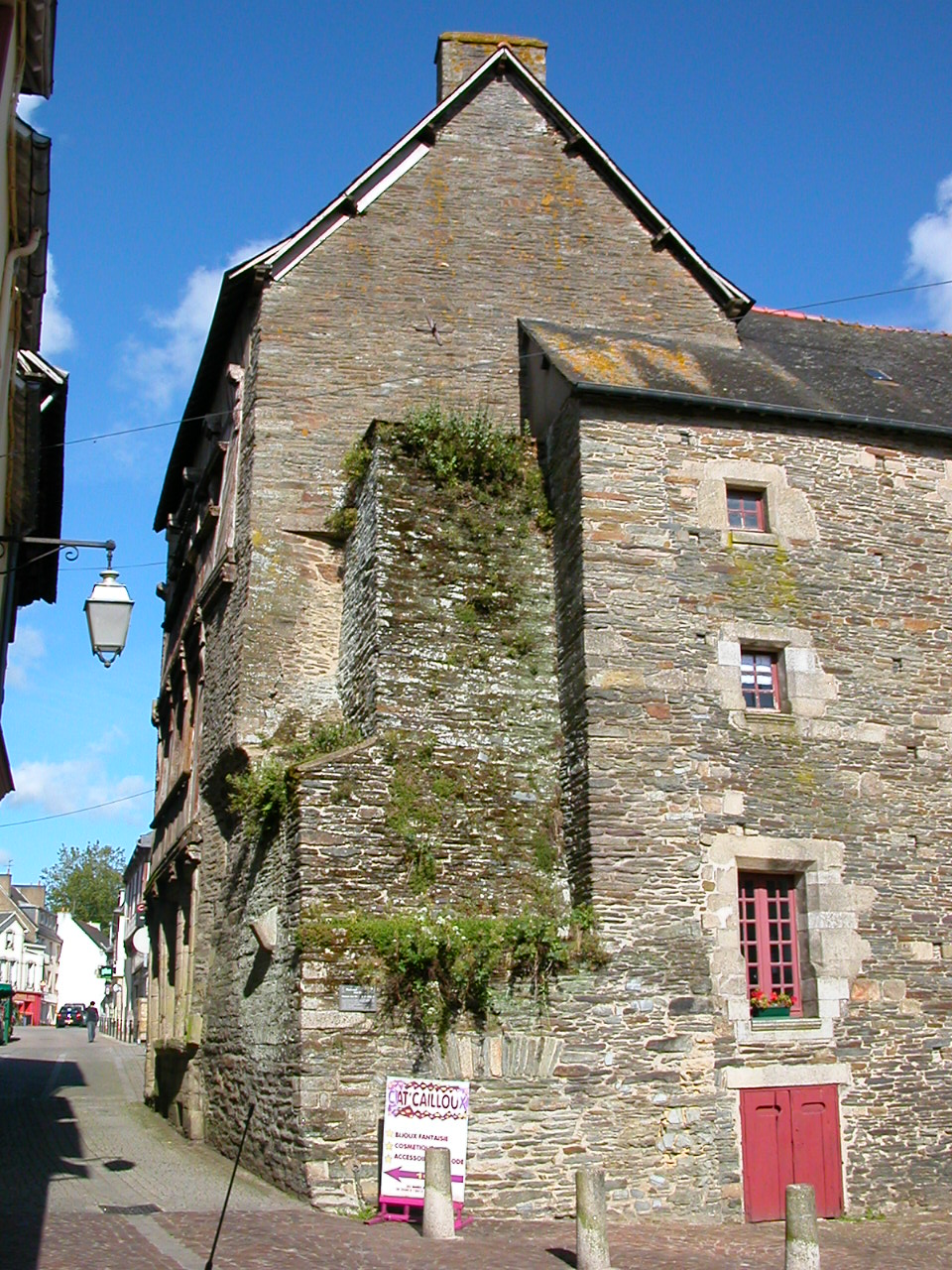
公爵宫
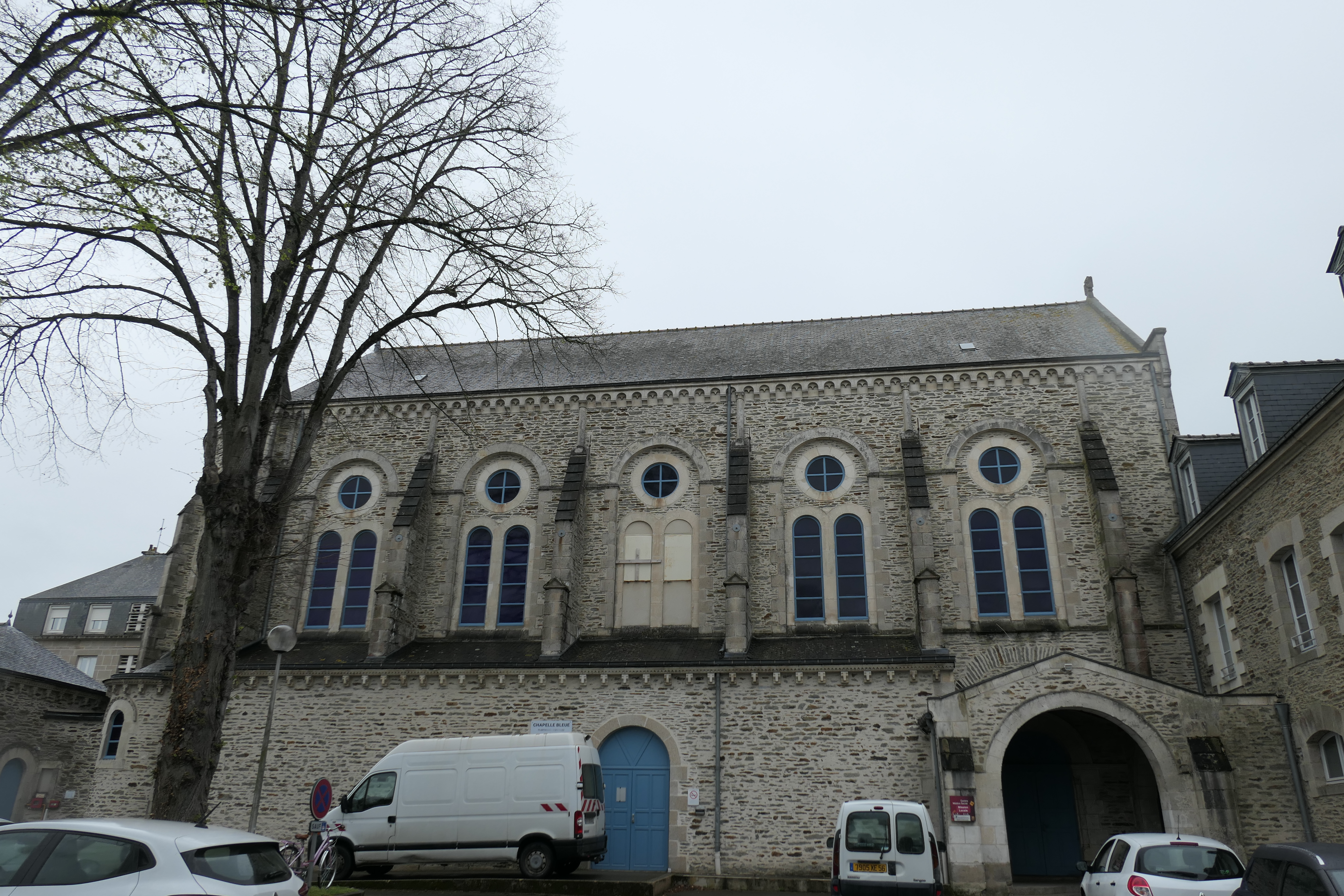
加尔默罗小教堂
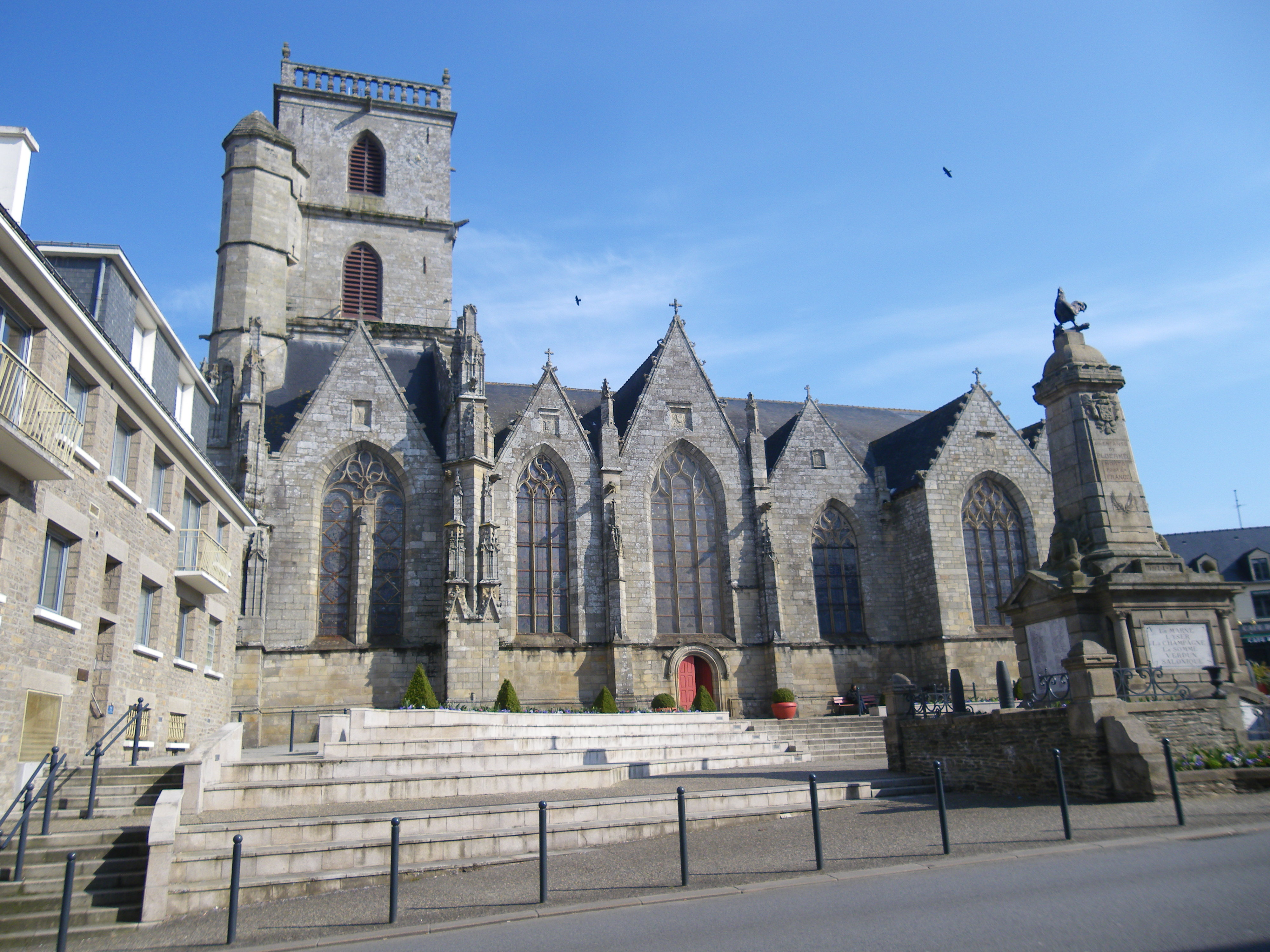
阿尔梅尔教堂（法语：Église Saint-Armel de Ploërmel）
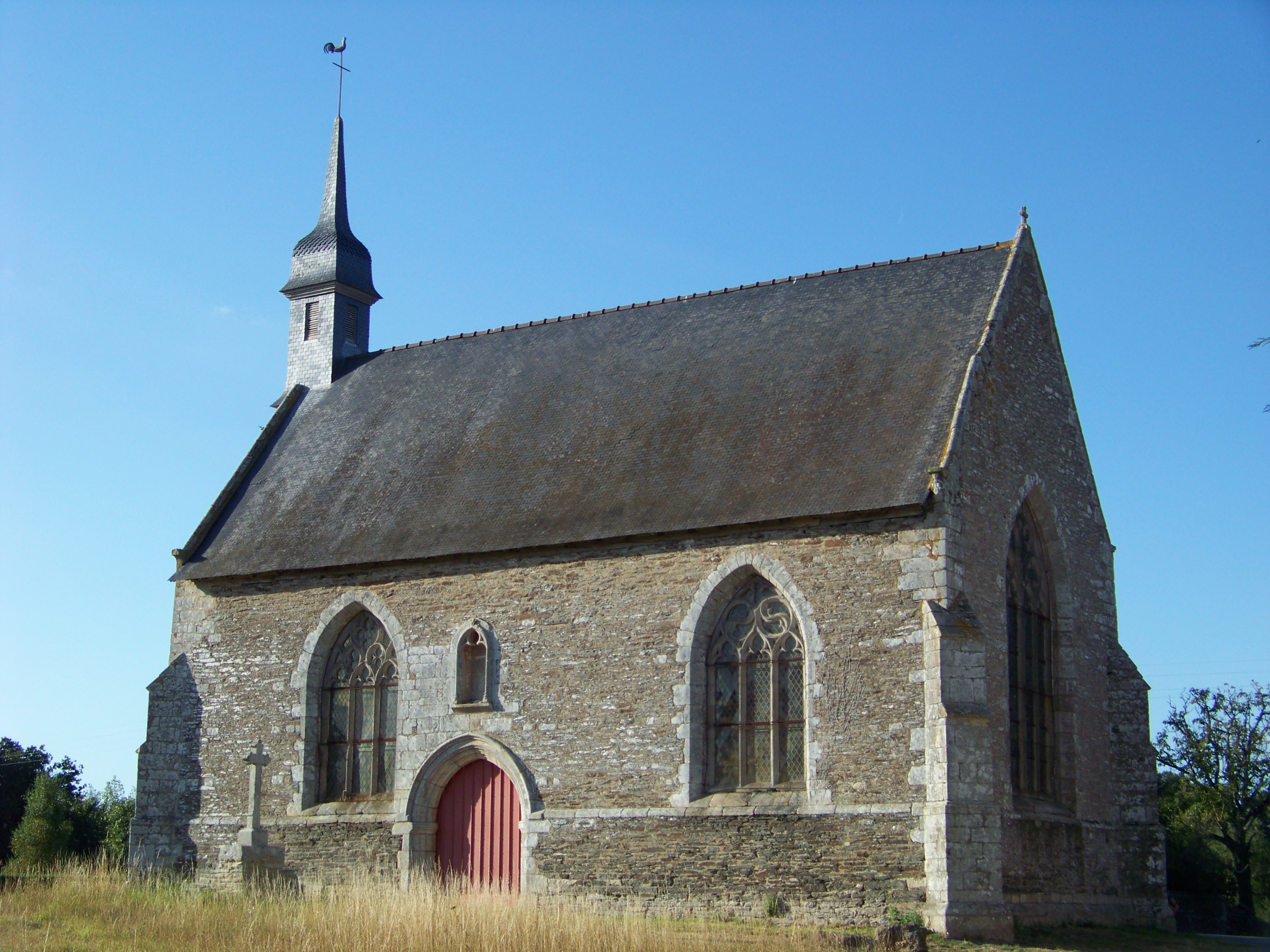
圣安托万小教堂（法语：Chapelle Saint-Antoine de Ploërmel）
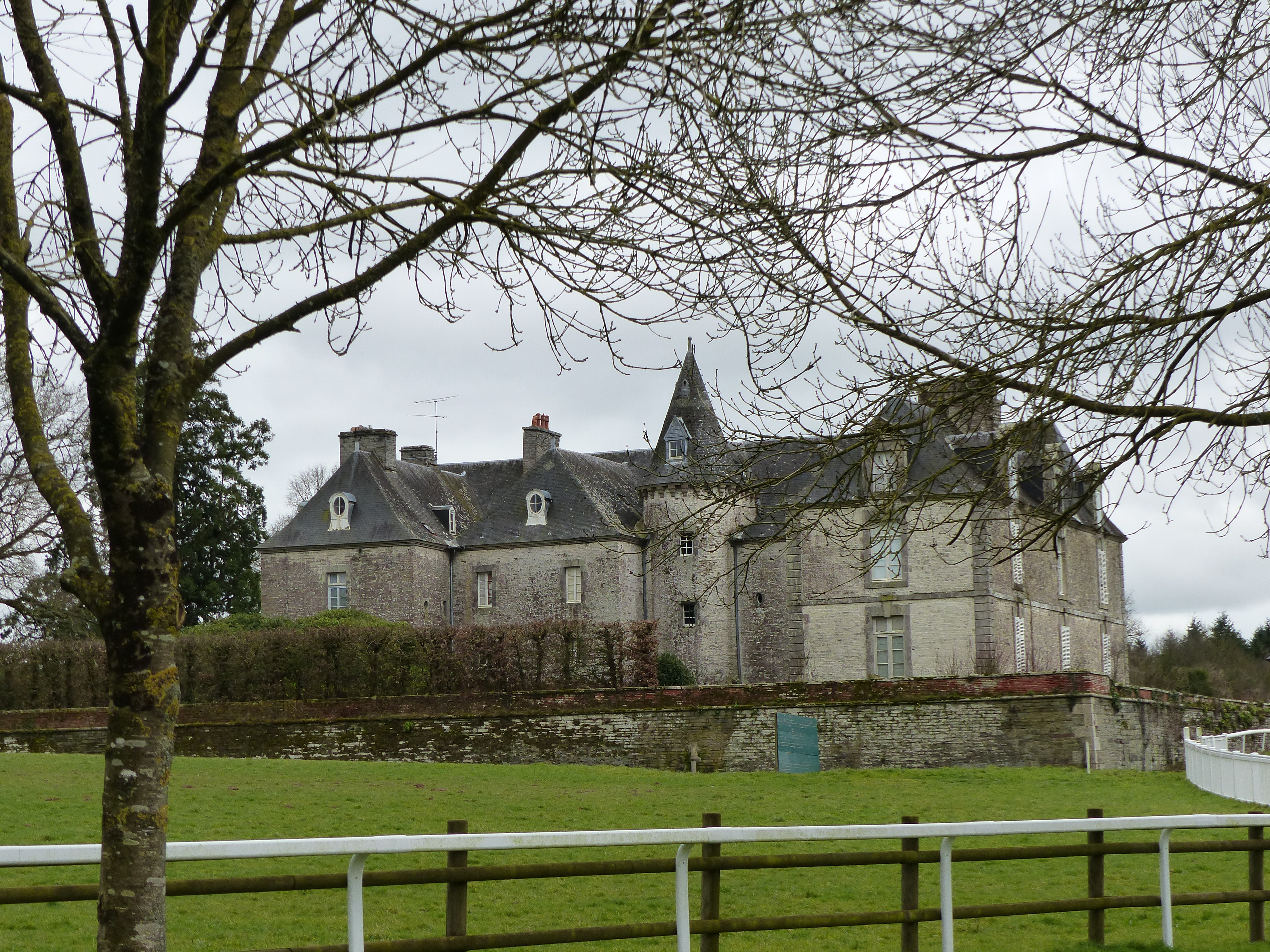
马勒维尔城堡（法语：Château de Malleville）
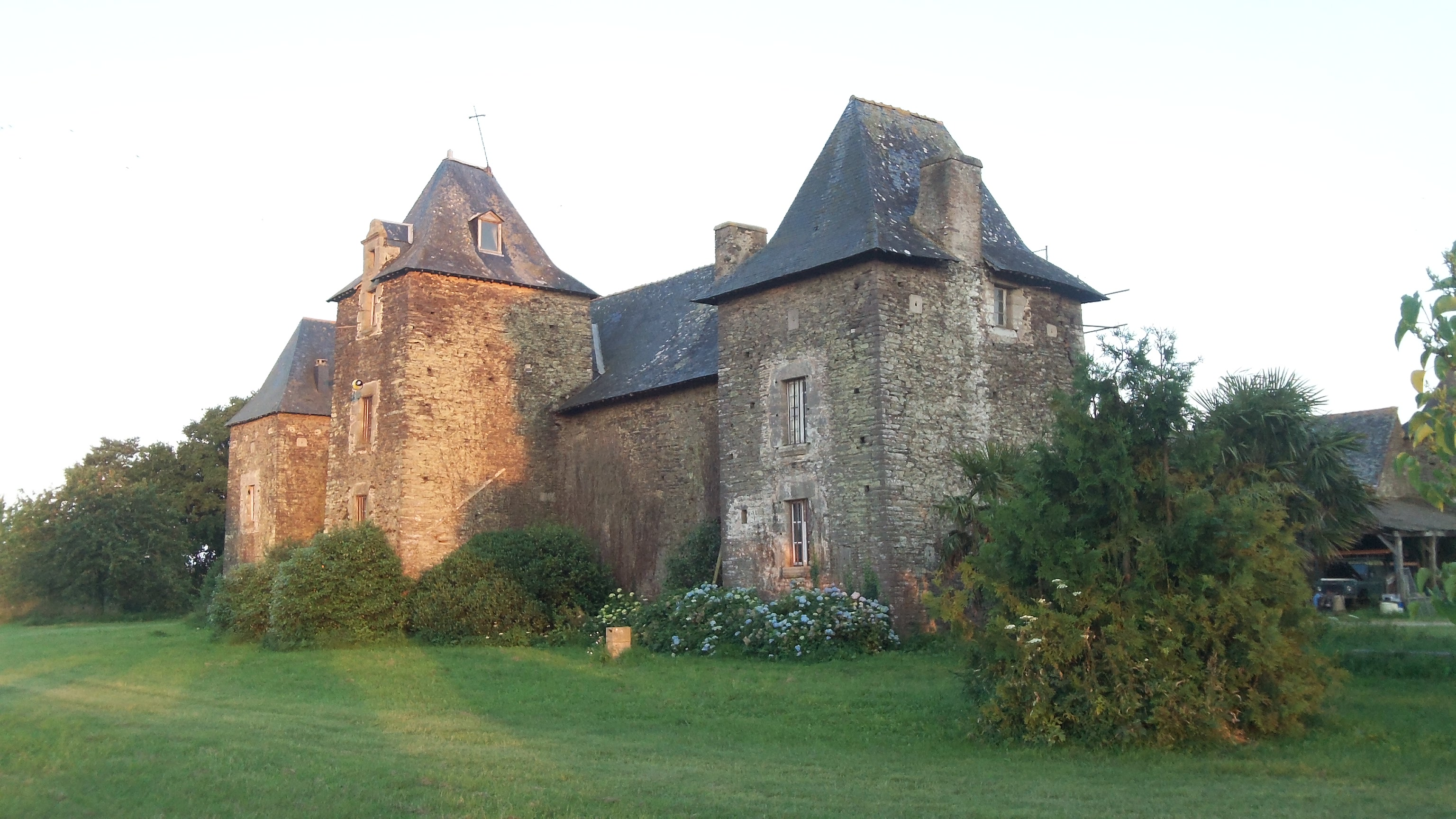
博亚克城堡（法语：Château de Boyac）
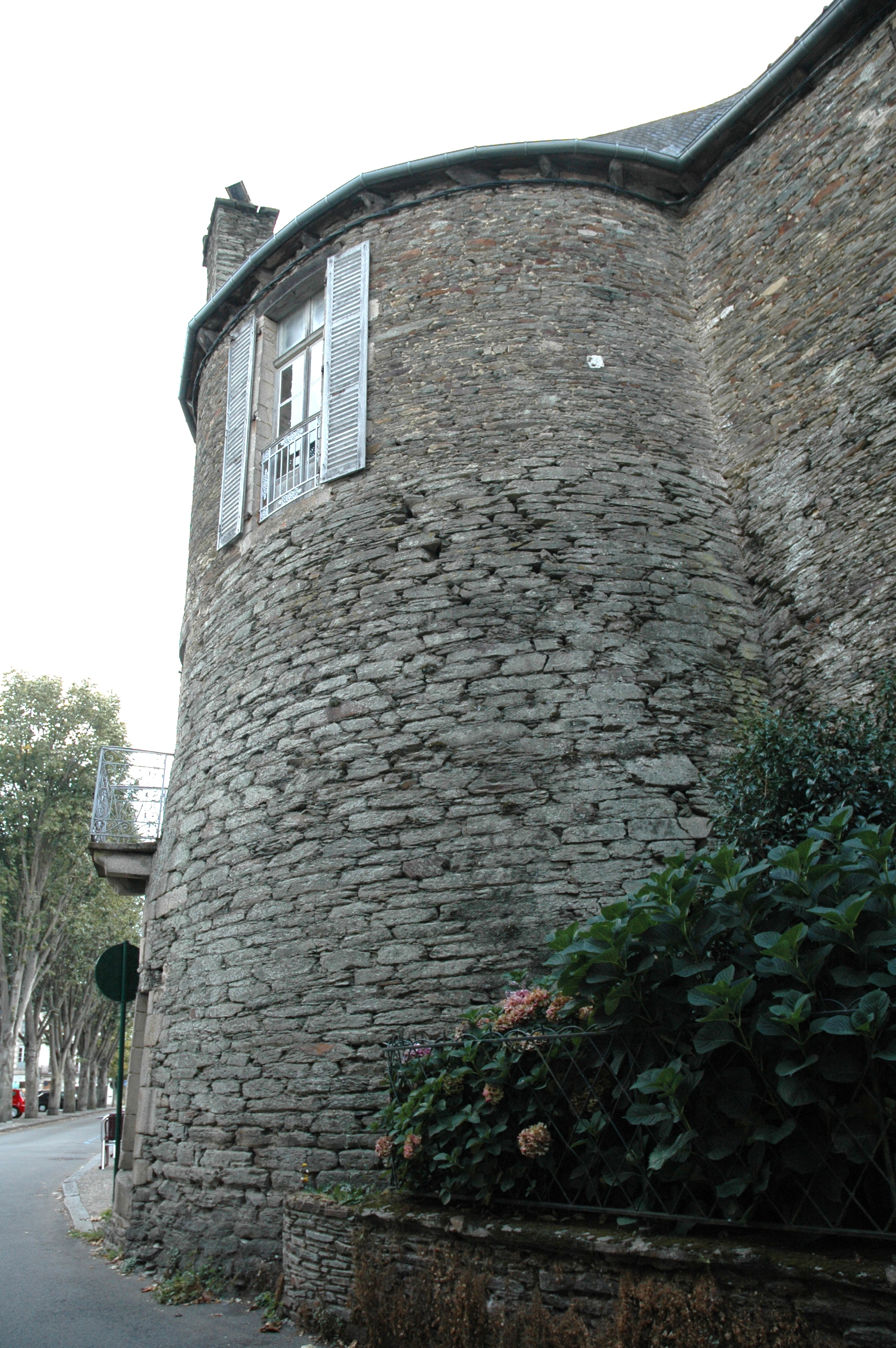
城墙塔楼

### 旅游
普洛埃梅勒的旅游事务由其所属的普洛埃梅勒市镇公共社区联合各级政府协调负责。2023年，普洛埃梅勒境内共有6家酒店共计189间房间。

### 媒体
法国主要的媒体均可在普洛埃梅勒接收，法国电视三台下属的布列塔尼大区频道在部分时段播出普洛埃梅勒所在莫尔比昂省的地方新闻。南部布列塔尼电视台、蓝色法兰西阿摩里卡广播、南莫尔比昂广播、瓦讷布列塔尼语广播等是当地主要的地方性媒体。

## 相关人物
法兰西帝国将军让-路易·迪布勒东、法国医学家阿尔方斯·介兰和跳高运动员让-夏尔·吉凯尔出生于普洛埃梅勒。

## 友好城市
截至2024年2月，普洛埃梅勒共与五座城市建立了友好城市关系：
- 德国 阿彭森
- 爱尔兰 科夫
- 波蘭 科爾布紹瓦
- 几内亚 達博拉
- 英格兰 Gorseinon